# Blitzkrieg Over Nuremberg
Blitzkrieg Over Nuremberg è l'ottavo album dei Blue Cheer e primo live realizzato dal gruppo, pubblicato nel 1989 dall'etichetta Magnum Records.
La versione su CD contiene due brani bonus.

## Tracce
Lato A
1. Babylon (Dickie Peterson)/Girl Next Door (Tony Rainier) – 9:38
2. Ride With Me – 9:09 (Tony Rainier)
3. Just a Little Bit – 4:38 (Dickie Peterson)

Lato B
1. Summertime Blues – 4:48 (Jerry Capehart, Eddie Cochran)
2. Out of Focus (Dickie Peterson)
3. Doctor Please – 12:24 (Dickie Peterson)

Tracce bonus (CD del 1990)
1. The Hunter – 6:37 (Booker T. Jones)
2. Red House – 8:47 (Jimi Hendrix)

## Formazione
- Dickie Peterson - voce, basso
- Andrew MacDonald - voce, chitarra
- Dave Salce - batteria